# モーリタニアの国章
モーリタニアの国章（モーリタニアのこくしょう）は、独立より以前の1959年4月1日に制定された。同国の国旗をベースにしており、緑と金色はパン・アフリカ主義を象徴している。緑はイスラム教の色でもあり、金色はサハラ砂漠の砂の色でもある。月と星は国教でもあるイスラム教のシンボルである。周縁部にはアラビア語とフランス語で国名が記されている。

1959年4月1日から2018年11月28日までの国章